# Thomas L. Thompson
Pour les articles homonymes, voir Thompson.
Thomas L. Thompson, né le 7 janvier 1939 à Detroit (Michigan, États-Unis), est un bibliste et théologien associé avec le mouvement connu sous le nom d'« École de Copenhague ». Professeur de théologie à l'Université de Copenhague de 1993 à 2009, il vit au Danemark et est maintenant citoyen danois.

## Biographie
Thompson a été élevé dans la religion catholique et a obtenu son diplôme (Bachelor of Arts) de l'Université Duquesne, à Pittsburgh (Pennsylvanie), en 1962. Il a été instructeur en théologie à l'Université de Dayton de 1964 à 1965, puis professeur adjoint en études de l'Ancien Testament à l'Université de Detroit de 1967 à 1969. Il a ensuite étudié la théologie pour la faculté catholique de l'Université de Tübingen, en complétant sa thèse de doctorat sur « L'historicité des récits patriarcaux : La quête de l'Abraham historique », en 1971. Il a également travaillé comme chercheur sur l'Atlas Tübingen du Proche-Orient. La thèse a été rejetée, car son examinateur, Joseph Ratzinger, alors professeur de théologie systématique de Tübingen et futur Pape Benoît XVI, la considérait inappropriée pour un théologien catholique.
Thomson songea alors à présenter sa thèse à la faculté protestante de Tübingen, qu'il dut quitter en 1975 sans diplôme. Il fut alors invité à terminer ses études à la Temple University de Philadelphie, où il reçut enfin son diplôme pour ses études sur l'Ancien Testament avec la mention summa cum laude en 1976,.
Son sujet de thèse et de dissertation était majoritairement rejeté par la presse universitaire catholique, mais fut publié en 1974 par l'éditeur De Gruyter Press sous le titre « L'historicité des récits patriarcaux ». La controverse que suscita cette publication dans le milieu universitaire conservateur américain empêcha son auteur d'obtenir un poste dans une université nord-américaine.
Ne pouvant obtenir un emploi dans le milieu universitaire américain à la fin des années 1970 et au début des années 1980, Thomson dut travailler comme professeur de lycée, concierge et peintre en bâtiment jusqu'à ce qu'en 1984 il obtienne le poste de professeur invité à l'École Biblique de Jérusalem. Cette École a été fortement critiquée par certains milieux israéliens, qui s'opposaient à ses doutes sur l'historicité des récits d'origine juive. Thomson a ensuite travaillé sur les noms de lieux palestiniens pour l'UNESCO, mais le projet a été interrompu du fait d'accusations d'antisémitisme, en raison des critiques de Thomson sur les pratiques israéliennes de « dé-Arabisation » en Palestine.
Thomson a enseigné à l'université de Lawrence, Kansas (en tant que visiting associate professor de 1988 à 1989) et à la Marquette University (professeur adjoint de 1989 à 1993). Malgré sa réputation grandissante et la reconnaissance de la valeur de ses travaux, il ne reçut aucune titularisation ni aucun poste fixe, décision dont il rejette la responsabilité sur les milieux catholiques conservateurs, et plus particulièrement sous l'influence de Ratzinger. En 1990, il rencontra le théologien danois Niels Peter Lemche lors d'une série de conférences, et rejoignit le département de théologie de l'université de Copenhague en 1993 comme professeur spécialisé dans l'exégèse de l'Ancien Testament. Il prit sa retraite en 2009, avec le titre de professeur émérite.

## Publications
L'œuvre publié de Thompson s'intéresse à l'interface entre la Bible (plus spécifiquement, l'Ancien Testament) et les données de l'archéologie. Son Historicité des récits des Patriarches de 1974 est une critique de la pensée, alors dominante, que l'archéologie biblique aurait démontré le caractère historique de figures emblématiques comme Abraham et d'autres patriarches. L'Histoire primitive des Israélites d'après les sources écrites et archéologiques de 1993 repose sur l'idée que l'histoire biblique n'est pas une source fiable, pour conclure que « la réalité linguistique et littéraire de la tradition biblique relève du folklore. Le concept d'un benei Israel […] ne se traduit pas en termes sociopolitiques dans l'étude de l'état historique d'Israël durant la période Assyrienne  Dans la Bible dans l'Histoire : Comment les écrivains créent le Passé (« The Mythic Past : Biblical Archaeology and the Myth of Israel »), Thomson soutient que l'Ancien Testament a été écrit, entièrement ou presque, sur une période allant du Ve siècle av. J.-C. au IIe siècle av. J.-C.. ».
Thompson est associé au mouvement « minimaliste » par ses détracteurs (et avec lui Niels Peter Lemche, Keith W. Whitelam et Philip R. Davies), un groupe de chercheurs soutenant la thèse qu'une lecture historique de la Bible est démentie par les découvertes archéologiques réalisées à présent, et que le texte sacré se tient en conséquence hors le temps historique.

## Ouvrages
- (en) Thomas L. Thompson, Beihefte zur Zeitschrift für die alttestamentliche Wissenschaft, Walter de Gruyter, 1974 (lire en ligne)
  - (en) Thomas L. Thompson, The Historicity of the Patriarchal Narratives : The Quest for the Historical Abraham, Continuum International Publishing Group, 1er novembre 2002, 404 p. (ISBN 978-1-56338-389-2) (Originally de Gruyter: Berlin, 1974)
- (en) Thomas L. Thompson, Maniragaba Balibutsa et Margaret M. Clarkson, The Settlement of Sinai and the Negev in the Bronze Age, Reichert, 1975 (ISBN 978-3-920153-44-5)
- (en) Thomas L. Thompson, The settlement of Palestine in the Bronze Age, Reichert, 1979, 495 p. (ISBN 978-3-88226-069-4)
- (en) Thomas L. Thompson, The Origin Tradition of Ancient Israel, JSOT Press, 1987, 221 p. (ISBN 978-1-85075-083-3, lire en ligne)
- (en) Thomas L. Thompson, Francolino J. Gonçalves et Jean-Marie van Cangh, Toponymie palestinienne : plaine de St Jean d'Acre et corridor de Jérusalem, Université catholique de Louvain, Institut orientaliste, 1988
- (en) Thomas L. Thompson, Early History of the Israelite People : From the Written and Archeological Sources, BRILL, 1992, 489 p. (ISBN 978-90-04-09483-3, lire en ligne)
- (en) Niels Hyldahl et Thomas L. Thompson, Dødehavsteksterne og Bibelen, Museum Tusculanum Press, 1996, 157 p. (ISBN 978-87-7289-390-7, lire en ligne)
- (en) Frederick H. Cryser et Thomas L. Thompson, Qumran Between the Old and New Testament, Continuum International Publishing Group, 1998, 398 p. (ISBN 978-0-567-18135-0, lire en ligne)
- (en) Thomas L. Thompson, The Bible in History : How Writers Create a Past, Cape, 1999, 412 p. (ISBN 978-0-224-03977-2)
- (en) Thomas L. Thompson, The Mythic Past : Biblical Archaeology And The Myth Of Israel, Basic Books, 1999 (ISBN 978-0-465-01052-3)
- (en) Thomas L. Thompson, Jerusalem in ancient history and tradition, T & T Clark International, 2003, 301 p. (ISBN 978-0-8264-6664-8)
- (With Z. Mouna et alii), What is New in Biblical Archaeology (in Arabic: Cadmus: Damascus, 2004)
- (en) Tronier Henrik et Thomas L. Thompson, Frelsens biografisering, Museum Tusculanum Press, 2004, 307 p. (ISBN 978-87-635-0214-6, lire en ligne)
- (en) Mogens Müller et Thomas L. Thompson, Historie og konstruktion : festskrift til Nils Peter Lemche i anledning af 60 års fødselsdagen den 6. september 2005, Museum Tusculanum Press, 2005, 442 p. (ISBN 978-87-635-0377-8, lire en ligne)
- (en) Thomas L. Thompson, The Messiah Myth : The Near Eastern Roots of Jesus and David, Basic Books, 2007, 432 p. (ISBN 978-0-7867-3911-0)
- (en) "Is this not the Carpenter ?" : the question of the historicity of the figure of Jesus, Sheffield/Bristol, CT, Isd, 25 septembre 2012, 280 p. (ISBN 978-1-84553-986-3)
- (en) Thomas L. Thompson, Biblical Narrative and Palestine's History : Changing Perspectives 2, Sheffield, Equinox Publishing Limited, 28 février 2013, 352 p. (ISBN 978-1-908049-95-7)